# 恋物性异装症
戀物性異裝症（英語：Transvestic fetishism）是一種精神病学診斷，適用於因異裝行為而產生性興奮，並因此在社交或職業等方面經歷顯著痛苦或功能受損的人。這與不伴隨痛苦或功能受損的異裝行為，或為娛樂等非性興奮目的的異裝行為有所不同。在《精神疾病診斷與統計手冊第五版》（DSM-5）中，它被歸類為異常性偏離障礙（paraphiliac disorder），並稱為異裝癖障礙（transvestic disorder）。
在《国际疾病分类手册第十一版》(ICD-11)中区分了与公共卫生和临床精神病理学相关的病症和仅反映私人行为的病症，以及贴上这样的标签对公共卫生监测或卫生服务没有任何实质意义上的贡献，并且可能对被贴上标签的个人造成伤害，因此，ICD-10中的恋物性异装症类别已经被取消，在ICD-11中，如果伴有明显的痛苦，而这种痛苦并不完全是由于其他人（如伴侣、家庭、社会）拒绝或担心拒绝这种兴奋模式，或有重大的伤害或死亡风险，才可以被诊断为涉及自身或自愿对象的性欲倒错障碍。